# Geophis juliai
Geophis juliai là một loài rắn trong họ Rắn nước. Loài này được Pérez-Higareda, Smith & López-Luna mô tả khoa học đầu tiên năm 2001.